# Aída Avella
Aída Yolanda Avella Esquivel (Sogamoso, Boyacá, 23 de enero de 1949) es una política y psicóloga colombiana que se desempeña como presidente de la Unión Patriótica. En las elecciones legislativas de Colombia de 2018, es elegida como senadora de la república por la coalición Lista de la Decencia, siendo reelegida en las elecciones legislativas de Colombia de 2022, como parte del Pacto Histórico.
Fue constituyente de la Asamblea Nacional de 1991, concejal de Bogotá entre 1992 y 1996, y candidata a la vicepresidencia en las elecciones presidenciales de 2014 por la alianza entre el Polo Democrático Alternativo y la Unión Patriótica.

## Biografía
Ingresó en la Universidad Nacional de Colombia en Bogotá a los 16 años, de donde se graduó en pedagogía y psicología. Tras esto se desempeñó en el Ministerio de Educación, en donde llegó a ser dirigente sindical, contribuyendo a la creación de la Central Unitaria de Trabajadores de Colombia (CUT). Se unió al Partido Comunista Colombiano, y posteriormente a la Unión Patriótica, partido nacido en 1985 tras los acuerdos de La Uribe de 1984 entre el gobierno de Belisario Betancur y las Fuerzas Armadas Revolucionarias de Colombia - Ejército del Pueblo (FARC-EP), siendo su presidenta entre 1991 y 1996. Fue, junto a Alfredo Vázquez Carrizosa, una de los dos representantes de su partido en la Asamblea Constituyente de 1991. En las Elecciones locales de Bogotá de 1992 fue elegida al Concejo de Bogotá, siendo reelegida dos años después.

### Atentado y exilio
El 7 de mayo de 1996 en Bogotá, a la altura de la Autopista Norte con Calle 141, se perpetró un atentado en su contra presuntamente por grupos paramilitares, al parecer de la banda La Terraza, quienes la atacaron con una bazuca; Avella logró salir ilesa del ataque, pero a raíz de este suceso y del Exterminio de la Unión Patriótica y de miles de sus copartidarios, partió al exilio en Suiza una semana después, y tras 17 años decidió regresar a Colombia para seguir ejerciendo su actividad política con la Unión Patriótica.

### Regreso a Colombia
En el V Congreso de la Unión Patriótica, desarrollado en Bogotá en noviembre de 2013, es elegida como candidata presidencial por el partido para las elecciones de 2014. Solo algunas semanas después de su retorno al país y de haberse anunciado su candidatura, recibió numerosas amenazas a inicios de febrero de 2014, de quienes afirmaban ser grupos paramilitares. A pesar de haber hecho las denuncias respectivas y de recibir protección por parte del Estado, el 23 de febrero de 2014, mientras realizaba su campaña electoral en el municipio de Tame, Arauca su comitiva sufrió un atentado por parte de miembros del Ejército de Liberación Nacional (ELN), quienes dispararon con armas largas a un vehículo en que se encontraban escoltas y asesores de Avella, quienes resultaron ilesos. El grupo guerrillero se disculpó públicamente por su acción. En marzo de 2014, tras varios meses de conversaciones entre el Polo Democrático Alternativo y la Unión Patriótica, los dos partidos sellan una alianza con el fin de presentar una candidatura conjunta para los comicios presidenciales de 2014; en consecuencia, Avella declina su aspiración presidencial para ser la candidata a la Vicepresidencia de Clara López Obregón. La fórmula López-Avella obtuvo un total de 1.958.414 votos y ocupó el cuarto lugar en los resultados electorales. 
En 2018, es elegida al Senado con 57.000 votos, presentándose por la Lista de la Decencia, una coalición que agrupó a su partido, al movimiento MAIS, la ASI, y a los candidatos que acompañaron la candidatura presidencial de Gustavo Petro. En 2022, vuelve a ser elegida al Senado, en esta ocasión por el Pacto Histórico conformado por la UP, Colombia Humana, MAIS, el Polo Democrático Alternativo, entre otros.